# Reilly Dolman
Reilly Dolman (Vancouver, 26 febbraio 1988) è un attore canadese, noto soprattutto per aver interpretato Philiph Person nella serie televisiva di Netflix Travelers.

## Doppiatori italiani
Nelle versioni in italiano delle opere in cui ha recitato, Reilly Dolman è stato doppiato da:
- Maurizio Merluzzo in Flicka 2 - Amiche per sempre
- Andrea Mete in Travelers
- Alessio Puccio in Tracker